# 결핍경제
결핍경제는 동구권의 공산국가들의 중앙집중식 계획 경제를 비판하기 위해 야노쉬 코르나이가 만든 용어이다.

## 특징
코르나이에 따르면 결핍경제권은 여러 공통된 특징을 공유한다. 이들은 모두 주기가 잦고 강하고 만성적인 결핍을 경험한다. 이들은 보통 자연스럽게 발생한다. 즉, 모든 경제권에서 발생한다.(소비자상품과 용역, 생산수단, 생산자상품)

## 같이 보기
- 국가자본주의
- 동구권
- 계획 경제
- 사회에서의 지식의 사용